# Instituto Electoral y de Participación Ciudadana de Tabasco
El Instituto Electoral y de Participación Ciudadana de Tabasco (IEPC) es el Organismo Público Local Electoral (OPLE) del Estado de Tabasco y  uno de los órganos constitucionales autónomos del Estado. 
Es el encargado de la organización de las elecciones estatales, distritales y municipales de Tabasco.
Está dotado de personalidad jurídica y patrimonio propios y en su integración participan el Instituto Nacional Electoral (INE), el Poder Legislativo del Estado, los partidos políticos, nacionales y locales, así como los ciudadanos.
El IEPC es el encargado de declarar la validez de las elecciones de Gobernador, Diputados, Presidentes Municipales y Regidores, otorga las constancias de mayoría respectivas al candidato, o a las fórmulas y planillas de candidatos, según la elección de que se trata, que hubiesen obtenido mayoría de votos. También declara de validez y la asignación de Diputados y Regidores según el principio de Representación Proporcional de conformidad con lo previsto en la Constitución y la Ley Electoral y de Partidos Políticos del Estado de Tabasco. 
Las determinaciones sobre la declaración de validez, el otorgamiento de las constancias y las asignaciones respectivas pueden ser impugnadas ante el Tribunal Electoral de Tabasco.

## Funciones

### Finalidades
- Contribuir al desarrollo de la vida pública y democrática en el Estado de Tabasco.
- Preservar el fortalecimiento del régimen de Partidos Políticos.
- Asegurar a las ciudadanas y ciudadanos el ejercicio de sus derechos políticos electorales y vigilar el cumplimiento de sus obligaciones.
- Garantizar la celebración periódica y pacífica de las elecciones para renovar a los integrantes de los poderes Legislativo, Ejecutivo y los Ayuntamientos del Estado.
- Velar por la autenticidad y efectividad del voto.
- Llevar a cabo la promoción del voto y coadyuvar en la difusión de la educación cívica y de la cultura democrática.
- Garantizar la paridad de género y el respeto de los derechos humanos de las mujeres en el ámbito político y electoral.
- Organizar o coadyuvar a la realización de los ejercicios de consultas populares y demás formas de participación ciudadana, de conformidad con lo que dispongan las leyes.

## Organización
El IEPC se organiza en los siguientes órganos centrales:
- Consejo Estatal
- Presidencia del Consejo Estatal
- Junta Estatal Ejecutiva
- Secretaría Ejecutiva
- Órgano Técnico de Fiscalización

### Consejo Estatal
El Consejo Estatal es el órgano superior de dirección, responsable de vigilar el cumplimiento de las disposiciones constitucionales y legales en materia electoral, así como de velar porque los principios de certeza. legalidad, independencia, máxima publicidad, imparcialidad, objetividad y paridad de género, guíen todas las actividades del Instituto.
Se integra por una consejero presidente y seis consejeros electorales, con voz y voto; la secretaria o el secretario ejecutivo y una o un representante por cada partido político con registro nacional o estatal, quienes asisten a las sesiones sólo con derecho a voz.
El Consejo Estatal sesiona de manera ordinaria por lo menos una vez al mes y extraordinariamente cuando lo convoca su Presidente.
El Consejo Estatal sesiona durante la primera semana del mes de octubre del año previo en que deban realizarse las elecciones estatales ordinarias, con el objeto de declarar iniciado el proceso electoral correspondiente. 

#### Designación
El Consejero Presidente y los consejeros electorales del Consejo Estatal son designados por el Consejo General del INE, por un periodo de 7 años.
En caso de que ocurra una vacante de Consejero Electoral Local, el Consejo General del INE hará la designación correspondiente de acuerdo a lo establecido en la Ley General de Instituciones y Procedimientos Electorales Archivado el 20 de junio de 2022 en Wayback Machine..
Concluido su encargo, los Consejeros no podrán asumir un cargo público en los órganos emanados de las elecciones sobre las cuales en cuya organización y desarrollo hubieren participado, ni ser postulados para un cargo de elección popular o asumir un cargo de dirigencia partidista, durante los 2 años posteriores al término de su encargo.

### Presidencia del Consejo Estatal
El Magistrado Presidente del Consejo Estatal es el representante y quien dirige ejecutivamente el IEPC, a través de la Junta Estatal Ejecutiva, a la que preside. También convoca y conduce las sesiones del Consejo Estatal, es el encargado de recibir de los Partidos Políticos las solicitudes de registro de  candidatos a la Gubernatura y de las listas de candidatos a Diputados, Regidores por el principio de representación proporcional y es el encargado de proponer  al Consejo Estatal, los candidatos correspondientes a la Secretaría Ejecutiva, a titular del Órgano Técnico de Fiscalización y Directoras y Directores del IEPC.
La actual Magistrada Presidente es Maday Merino Damián quien fue designada por el Consejo General del INE el 30 de septiembre de 2014. Rindió protesta el 1 de octubre del mismo año y está previsto que permanezca en el cargo hasta el 30 de septiembre de 2021 

## Integrantes del Consejo Estatal
De acuerdo al artículo décimo transitorio de la Ley General de Instituciones y Procedimientos Electorales Archivado el 20 de junio de 2022 en Wayback Machine., el INE integró de manera escalonada el primer Consejo Estatal productor de la Reforma Político-Electoral de 2014, desginando 3 Consejeros para un periodo de 3 años, 3 Consejeros para un encargo de 6 años y un Consejero con duración de 7 años.
| Cargo                | Nombre                                 | Periodo para el que fue designado | Periodo para el que fue designado | Periodo para el que fue designado |
| -------------------- | -------------------------------------- | --------------------------------- | --------------------------------- | --------------------------------- |
| Consejera Presidente | Maday Merino Damián                    | 7 años                            | 1 de octubre de 2014              | En el cargo                       |
| Consejera Electoral  | Claudia del Carmen Jiménez López       | 6 años                            | 1 de octubre de 2014              | 30 de septiembre de 2020          |
| Consejero Electoral  | David Cuba Herrera                     | 6 años                            | 1 de octubre de 2014              | 30 de septiembre de 2020          |
| Consejero Electoral  | José Óscar Guzmán García               | 6 años                            | 1 de octubre de 2014              | 30 de septiembre de 2020          |
| Consejero Electoral  | Miguel Ángel Fonz Rodríguez            | 3 años                            | 1 de octubre de 2014              | 30 de septiembre de 2017          |
| Consejero Electoral  | Jorge Enrique Gómez Hernández          | 3 años                            | 1 de octubre de 2014              | 30 de septiembre de 2017          |
| Consejera Electoral  | Idmara de la Candelaria Crespo Arévalo | 3 años                            | 1 de octubre de 2014              | 30 de septiembre de 2017          |

| Cargo                | Nombre                                | Periodo para el que fue designado | Periodo para el que fue designado               |
| -------------------- | ------------------------------------- | --------------------------------- | ----------------------------------------------- |
| Consejera Presidente | Maday Merino Damián                   | 7 años                            | 1 de octubre de 2014 - 30 de septiembre de 2021 |
| Consejero Electoral  | Juan Correa López                     | 7 años                            | 1 de octubre de 2017 - 30 de septiembre de 2024 |
| Consejera Electoral  | Rosselvy del Carmen Domínguez Arévalo | 7 años                            | 1 de octubre de 2017 - 30 de septiembre de 2024 |
| Consejero Electoral  | Víctor Humberto Mejía Naranjo         | 7 años                            | 1 de octubre de 2017 - 30 de septiembre de 2024 |
| Consejera Electoral  | María Elvia Magaña Sandoval           | 7 años                            | 1 de octubre de 2020 - 30 de septiembre de 2027 |
| Consejero Electoral  | Vladimir Hernández Venegas            | 7 años                            | 1 de octubre de 2020 - 30 de septiembre de 2027 |
| Consejero Electoral  | Hernán González Sala                  | 7 años                            | 1 de octubre de 2020 - 30 de septiembre de 2027 |